# Keltiberische Schrift

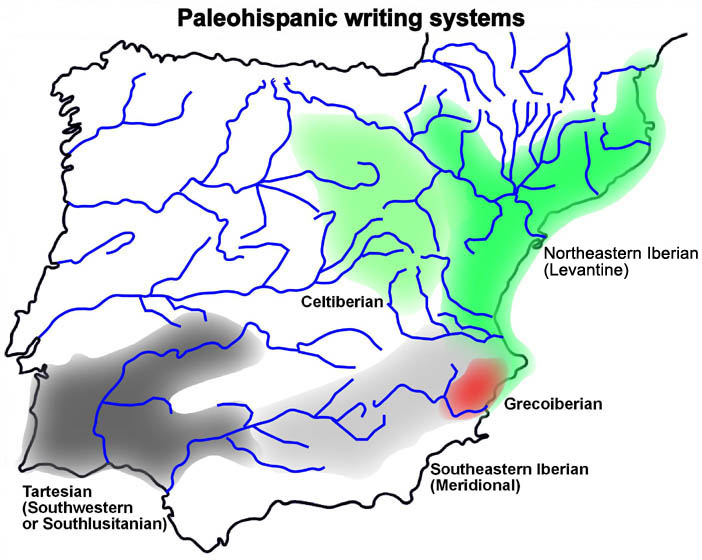
Althispanische Schriften

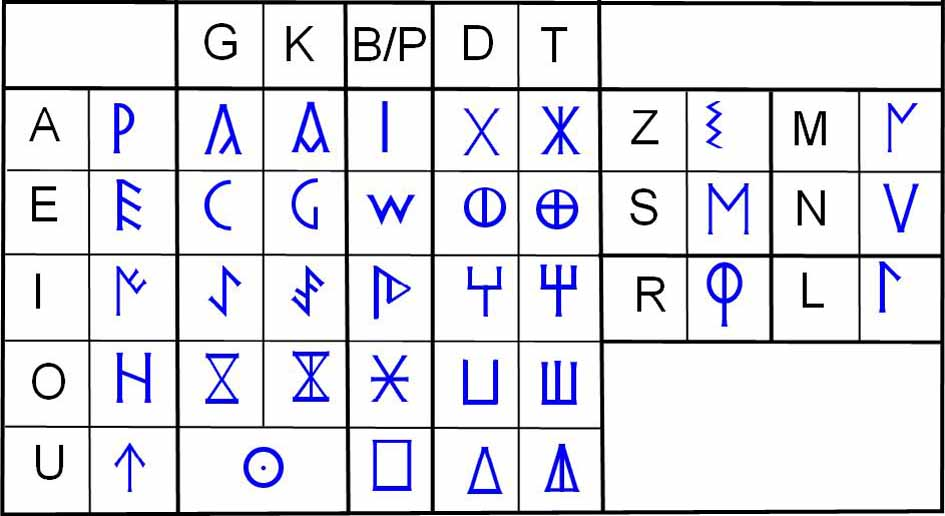
Keltiberischer Zeichensatz – westliche Variante (Ferrer i Jané 2005)

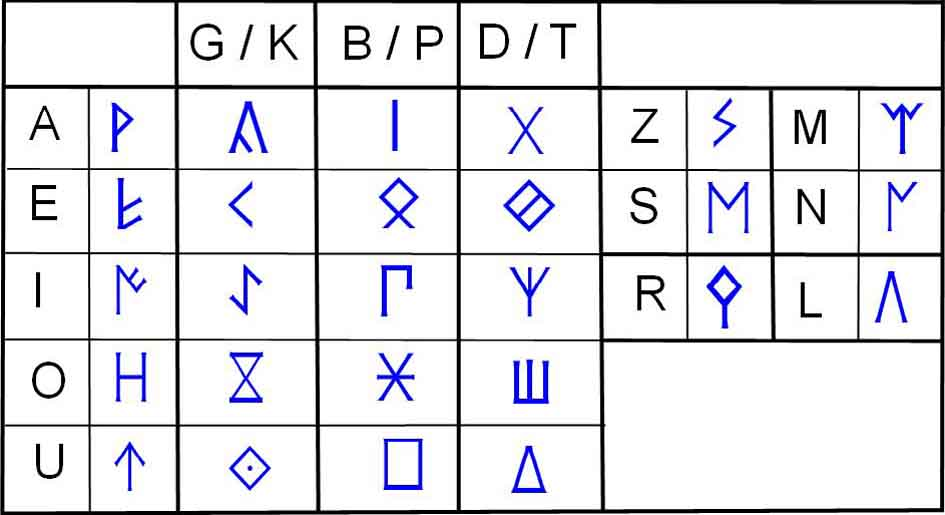
Keltiberischer Zeichensatz – östliche Variante

Die keltiberische Schrift ist eine von mehreren eng miteinander verwandten Silbenschriften der althispanischen Schriften, die vor und bei Beginn der römischen Herrschaft auf der Iberischen Halbinsel benutzt wurden. Ob sie direkt oder auf dem Umweg über griechische Buchstaben auf phönizische Vorbilder zurückgehen, ist unklar. 
Die keltiberische Schrift wurde im 2. bis 1. vorchristlichen Jahrhundert auf der iberischen Halbinsel zur Aufzeichnung der Sprache der Keltiberer benutzt. Die Schrift hat große Ähnlichkeit mit der nordostiberischen Schrift. Die Zeichen stellen teils offene Silben aus Verschlusslaut und Vokal dar, teils Einzellaute. Es gibt eine westliche Variante, die stimmhafte und stimmlose Verschlusslaute unterscheidet, und eine östliche Variante, die dies nicht tut. Die Schrift wurde ganz überwiegend von links nach rechts geschrieben.

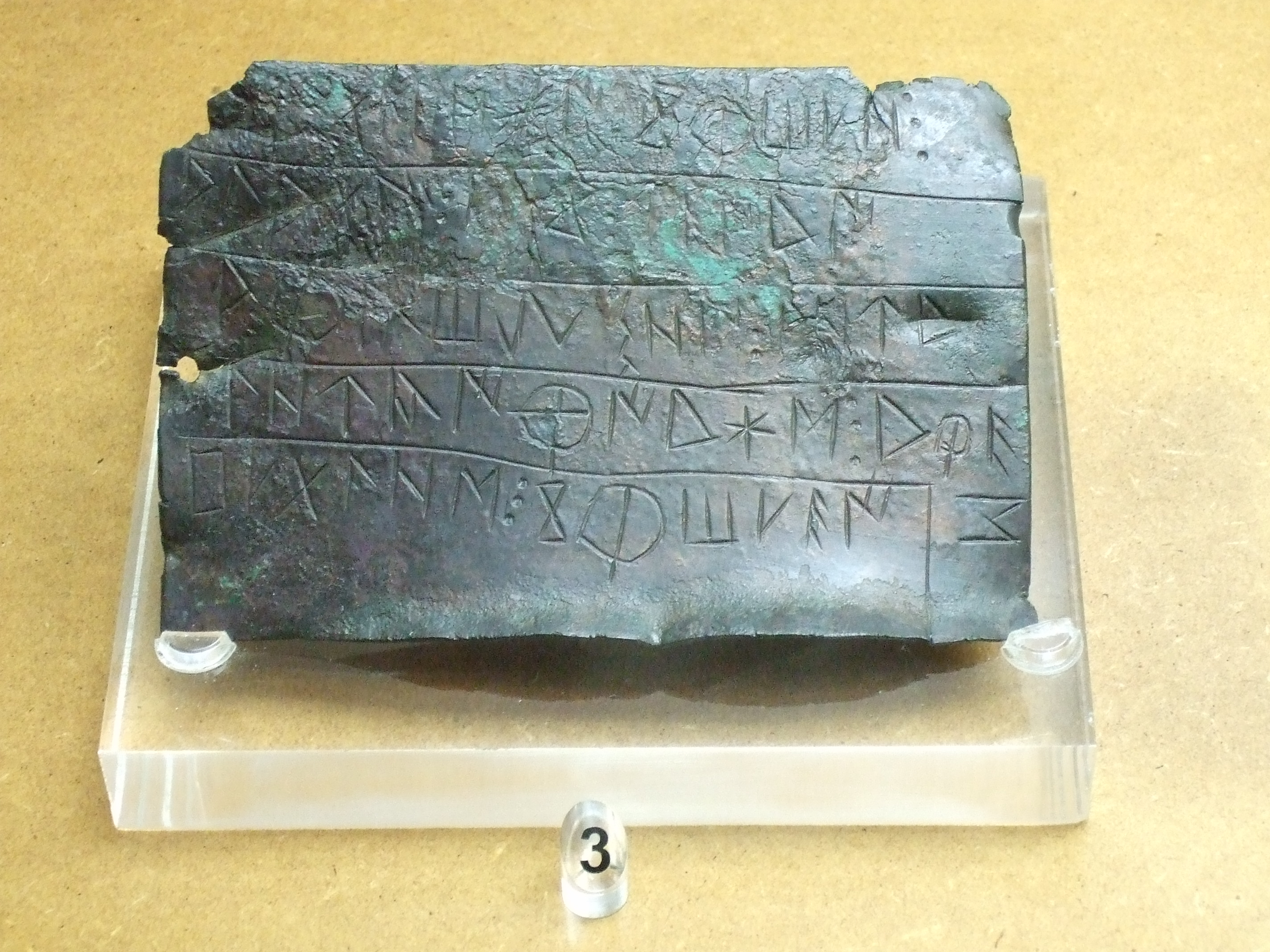
Bronzetafel von Cortono, westliche Variante
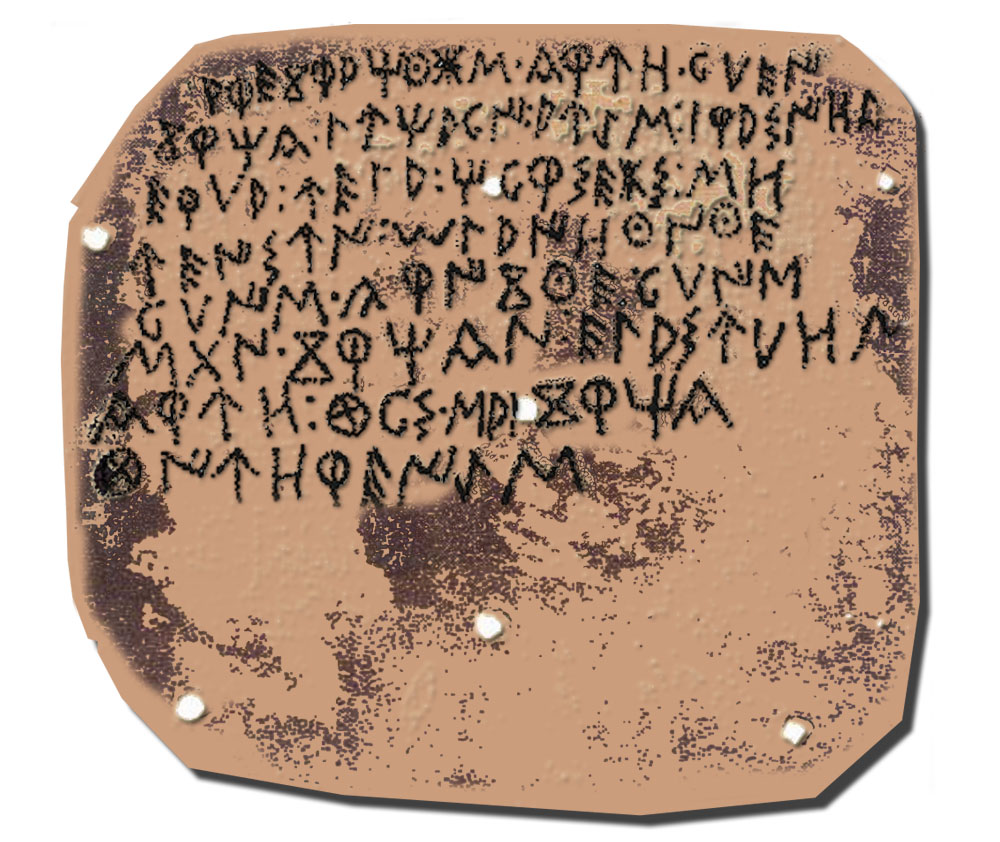
Bronzetafel von Luzaga (Guadalajara), westliche Variante
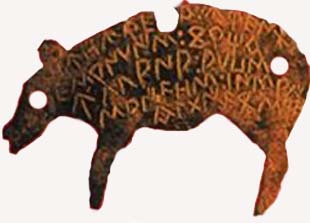
Tessera von Uxama (Osma, Soria), westliche Variante
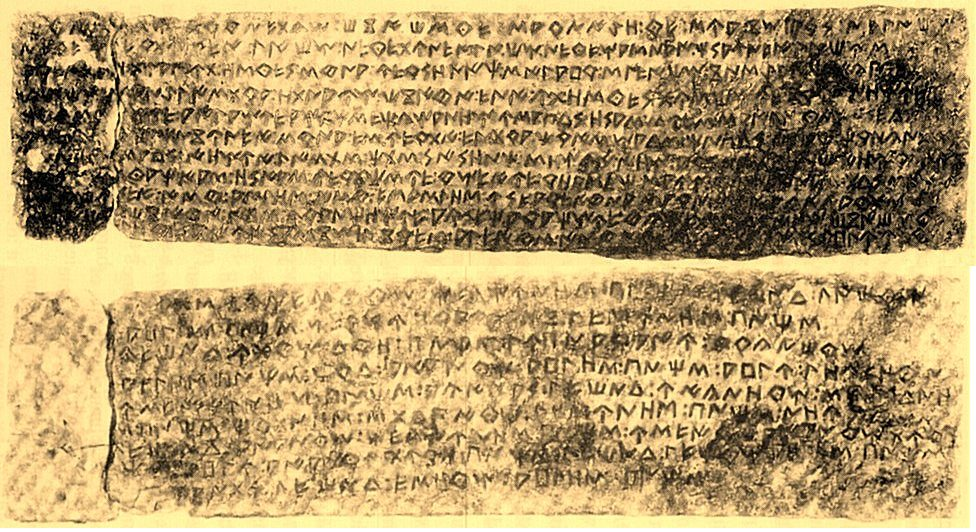
Bronzetafel von Botorrita (Saragossa), östliche Variante
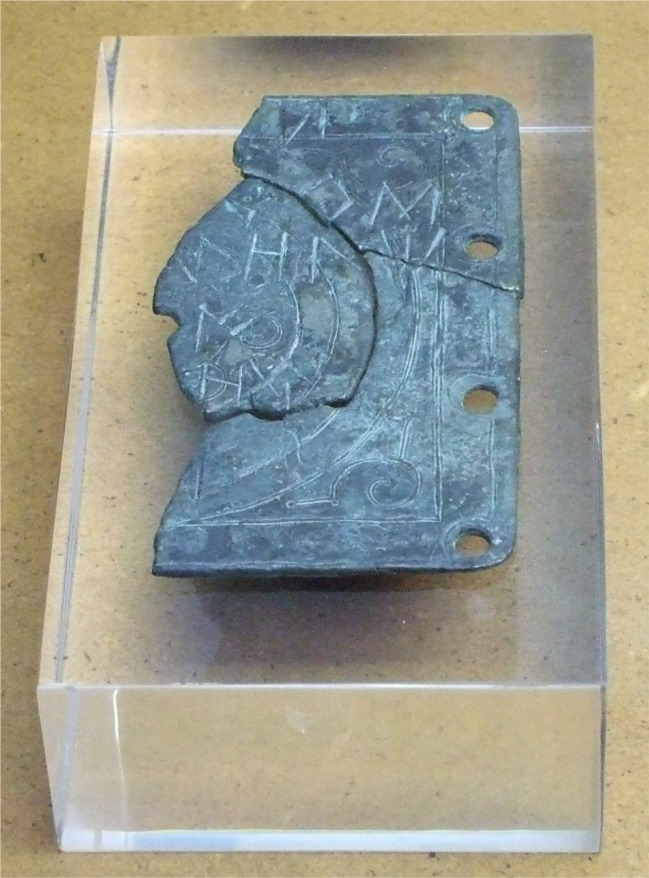
Bronzetafel von Botorrita (Saragossa), östliche Variante
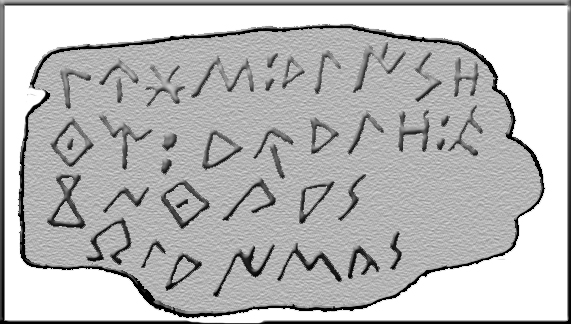
Tessera Fröhner, östliche Variante